# Hydrovatus testudinarius
Hydrovatus testudinarius är en skalbaggsart som beskrevs av Régimbart 1895. Hydrovatus testudinarius ingår i släktet Hydrovatus och familjen dykare. Inga underarter finns listade i Catalogue of Life.